# Defesas do caratê
Uke waza (em japonês:  受け技) é a disciplina do caratê que cuida de estudar as técnicas defensivas, que servem não só para afastar uma agressão, mas também para já iniciar um revide ofensivo. Alguns chegam a dizer que o termo estuda os bloqueios, porém este tipo de técnicas não envolve apenas bloqueios (que eventualmente podem ser aplicados), haja vista que o carateca pode também conduzir o oponente ou esquivar-se.
Assim como as técnicas de ataque, as de defesa são procedidas nas mesmas áreas: jodan, chudan e guedan. E, conforme o membro utilizado, assim são classificadas as técnicas de defesa. Em todo e qualquer movimento defensivo o lutador deve executá-lo em movimentos circulares e usar o menor custo de energia possível. A despeito da nomenclatura, não existe uma regularidade na classificação das técnicas, pelo que um mesmo tipo de defesa pode ser chamado com diferentes rótulos, a depender basicamente da escola/estilo em que se treina. E, bem assim, qualquer técnica pode ser usada para o fito de defender ou atacar.

## Awase uke
Awase uke (合せ受け) defesa com as mãos combinadas.

## Choku uke
Choku uke (直受け) defesa numa trajetória mais ou menos reta.

### Osae uke
Osae uke (押え受け) defesa com pressionamento, isto é, devolve-se o ataque empurrando-se o membro que o desfere.

### Otoshi uke
Otoshi uke (落とし受け) feita com movimento de queda ou martelo.

## Hiki uke
Hiki uke (引き受け) é feita com o recolhimento do membro.

## Hineri uke
Hineri uke (捻り受), defesa com torção.

## Hirate uke
Hirate uke (開手受け), com a mão aberta.

## Kake uke
Kake uke (掛け受け) defesa em forma de gancho, isto é, recebe-se o ataque conduzindo o membro, enganchando.
- Kakete uke (掛手 受け), prende o braço ou a mão do oponente.

## Kara uke
Kara uke (空受け) é uma defesa em bloqueio com antecipação do golpe.

## Muso uke
Muso uke (夢想受け) é uma postura de defesa, com bloqueio. Por exemplo: na base avançada (Zenkutsu dachi), com um braço ficará estendido para baixo como no Gedan Barai, como se socasse para baixo e outro para cima defendendo o rosto, como no Jodan Age Uke; Com os dois braços juntos na vertical, os punhos na altura do rosto e uma das pernas levantadas, como se desse joelhada para cima, como na execução do 4º kyodo do Kata Nijushiho (Niseishi).

## Tsukami uke
Tsukami uke (掴み受け) agarramento (torite).
- Ryosho tsukami uke (両掌掴み受, Ryōshō tsukami uke), agarramento com as duas mãos em paralelo.

## Ryosho uke
Ryosho uke (両掌 受け), duas mãos abertas.

## Ryowan uke
Ryowan uke (両腕受け), dois braços.

## Sashite uke
Sashite uke (指し手受け), finta com uma das mãos, para a outra efectuar a técnica verdadeira.

## Sayu uke
Sayu uke (左右受け) defesa em duas direções.

### Manji uke
Manji uke (卍受け), uma raspada inferior e uma defesa superior.

## Sekiwan uke
Sekiwan uke (隻腕受け), um braço.

## Soto uke
Soto uke (外受け), defesa com a mão de fora para dentro.

## Wa uke
Wa uke (輪受け) são as defesas executadas numa trajetória circular do membro.

### Harai uke
Harai uke (払受け) é feita com movimento similar a de um espanador, com um arco ascendente/descendente jito. Nalguns estilos, como o Shotokan, é tratada como sinônimo de gedan barai.
- Magetori barai uke (髷取 払受け), levantamento de ambas as mãos abertas em gume.

### Kuri uke
Kuri uke (繰り受け) defesa com giro do antebraço.

### Yumi uke
Yumi uke (弓受け) é uma defesa feita em arco.

## Yoko uke
Yoko uke (横受け), é a defesa executada com a lateral do membro.
- Sokumen yoko uke (側面横 受け),

## Ashi uke
Ashi uke (足受け) é o conjunto de defesas realizadas com pés e pernas.

### Hiza uke
Hiza uke (膝受け) são as defesas executadas com a área do joelho.

### Sune uke
Sune uke (脛受け) é feita com a tíbia.

### Haisoku uke
Haisoku uke (背足受), feita com as costas do pé.
- Ashibo kake uke (足保掛け受け), enganchando a perna do adversário.
- Ashikubi kake uke (足首掛け受け), enganchando o tornozelo do adversário.
- Haisoku barai uke (背足払い受け)

### Teisoku uke
Sokutei uke ou Teisoku uke (足底受け) é feita com a sola do pé.
- Sokutei barai uke (足底払い受け)
- Sokutei osae uke (足底押え 受け), semelhante a fumikomi geri.

### Sokuto uke
Sokuto uke (脚刀 受け) é feita com a lateral externa do pé.

## Hiji uke
Hiji uke (肘受け), ou enpi uke (猿臂受け), são as defesas executadas com a área do cúbito.

## Kaisho uke
Kaisho uke (開掌受け) são as defesas nas quais se usam as mãos abertas.

### Haito uke
Haito uke (背刀受) é feita com o lado interior da mão em forma de gume.

### Hasami uke
Hasami uke (鋏 受け), defesa com movimento de tesoura. Aparece nos dois últimos movimentos do kata Koshiki rohai.

### Makite uke
Makite uke (巻手 受け) é feita com a mão, num primeiro momento, fazendo um movimento ascendente em forma de Uchi haito e, depois, gira-se o pulso inventendo a palma da mão.

### Sagurite uke
Sagurite uke (探手受け, mãos que buscam) as mãos deslocam-se lentamente, no geral, à frente do corpo, como quem tateia no escuro.

### Shuto uke
Shuto uke (手刀受け) é uma defesa feita com o contacto inicial na parte externa da mão (aberta).
- Tate shuto uke (縦手刀受け) configura-se uma variação da defesa shuto uke com a área de contacto em posição vertical.
- Heiko tate shuto uke (並行縦手刀受け), paralelos tate shuto uke.
- Ryosho juji uke (両掌十字受け, Ryōshō jūji uke), duas mãos abertas e cruzadas.
- Ryosho sokumen awase uke (両掌 側面 合せ 受け), ou sokumen awase uke, defesa lateral com duas mãos abertas e juntas. Aparece no começo do kata Chinto.

### Teisho uke
Teisho uke (底掌 受け)
- Teisho awase uke (底掌 合せ 受け), com as duas mãos.
- Teisho otoshi uke (掌底落とし受け),

## Keito uke
Keito uke (鶏頭 受け)

## Koken uke
Koken uke (弧拳受け), feita próxima à articulação externa do punho.

## Koko uke
Koko uke (虎口受け) defesa com as mãos em forma de garra de tigre.

## Seiryuto uke
Seiryuto uke (青竜刀受)
- Awase seiryuto uke (合せ青竜刀受), dois.

## Ude uke
Ude uke (腕受け) é o tipo de defesa efectuada com o emprego preícpuo do antebraço como área útil, eis que tal superfície do corpo é bastante extensa e possui uma resistência natural, que leva até ao iniciante suportar os choques nas lutas/treinamentos.

### Gedan barai
Gedan barai uke (下段払い受け), ou somente gedan barai (下段払い), é feita com movimento circular/arqueado para baixo.

### Hazushi uke
Hazushi uke (外受け), levantamento dos braços com os punhos restando à frente do peito. Movimento inicial do kata Naihanchi nidan.

### Kakiwake uke
Kakiwake uke (掻き分け 受け), abrindo-se os braços.

### Morote uke
Morote uke (諸手受) é feito com as duas mãos em movimento semelhante, um dando apoio à outra.
- Morote kaishu uke (諸手開手受け)
- Morote naka uke (諸手中受け)
- Morote shotei harai uke (諸手底掌 払受け)
- Morote sukui uke (諸手 掬受け)
- Morote tsukami uke (諸手掴み受け)

### Juji uke
Juji uke  (十字受け), ou kosa uke(交差受け, kōsa uke), faz-se com o cruzamento dos braços. A denominação é derivada da forma do kanji 十.

### Sasae uke
Sasae uke (支受け) é feita com o apoio da outra mão.

### Sukui uke
Sukui uke (掬い受け)

### Wari uke
Wari uke (割受け), duas defesas simultâneas em sentido exterior.